# Porto di Viareggio
Il porto di Viareggio è il porto dell'omonima località balneare della Versilia.

## Caratteristiche
Il porto, segnalato da fari e sede della locale capitaneria di porto, è situato sul Mar Tirreno alla foce del canale Burlamacca che divide il litorale viareggino in spiaggia di Ponente, a nord-ovest, e spiaggia di Levante, a sud-est.
L'infrastruttura è costituita da una serie di darsene esterne ed interne, dove si trovano diverse centinaia di posti barca, di cui almeno 80 riservati ai natanti in transito. Le darsene più interne sono riservate ai pescherecci e ai cantieri navali, mentre quella meridionale è adibita al traffico commerciale. I fondali hanno profondità mediamente comprese tra i 3 e i 5 metri in tutto il bacino portuale, la cui entrata ed uscita può essere resa molto difficoltosa da venti sostenuti del terzo quadrante. 
Tra i servizi presenti nell'area portuale vi sono distributori di carburante, assistenza e riparazione a tutti i tipi di imbarcazione, travel lift e scivoli a verricelli.
I fari principali che segnalano il porto sono il faro della Diga Foranea all'imboccatura esterna della darsena e lo storico faro di Viareggio nella parte più interna del porto  lungo il canale Burlamacca.